# Magyar Köztársaság (1989–)

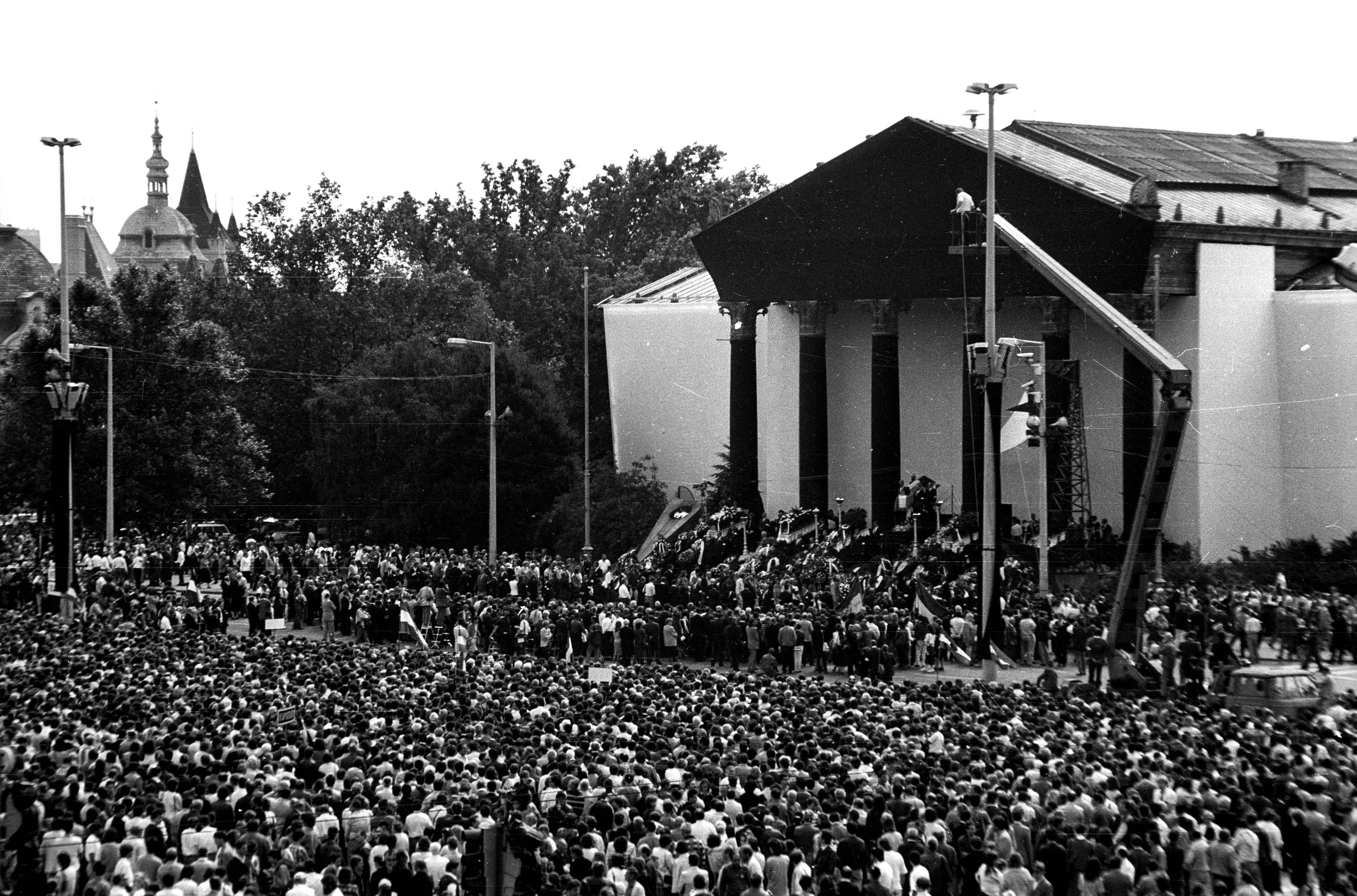
1989. június 16. Nagy Imre és mártírtársainak ünnepélyes újratemetése a Hősök terén több százezer fő részvételével. Az esemény egyik szónoka Orbán Viktor volt, aki éles hangú beszédben követelte a demokratikus szabad választásokat és a szovjet csapatok kivonását Magyarországról. Pár hónappal később kikiáltották a harmadik magyar köztársaságot.

Az Alaptörvény 2012. január 1-jei hatályba lépésétől az ország hivatalos megnevezése Magyarország lett. A köztársaság 1989. október 23-ai kikiáltását követően a hivatalos megnevezés a Magyar Köztársaság volt, ezt módosította az új alaptörvény 2012. január 1-ével, mely a korábbi alkotmány helyett biztosít alapjogokat az új államforma számára. A közbeszédben a jelenlegi köztársaságot gyakran harmadik magyar köztársaságként említik, de ez a köztársaság a névváltással 2011. december 31-én megszűnt.

## Hivatalos államneve
| Név                | Kezdete           | Vége               |
| ------------------ | ----------------- | ------------------ |
| Magyar Köztársaság | 1989. október 23. | 2011. december 31. |
| Magyarország       | 2012. január 1.   | napjainkig         |

## Előzményei
A felsorolás a Magyarország területén megvalósult polgári demokratikus államalakulatokat veszi számba. Ezek mind köztársasági államformában működtek, alkotmányos monarchia nem volt közöttük.
Első ízben 1918-ban, az őszirózsás forradalom után lett az ország államformája népköztársaság. Az első magyar köztársaság rövid fennállása után a Magyarországi Tanácsköztársaság nevű proletárdiktatúra időszaka következett, majd 1946-ig formálisan visszaállították a monarchiát, de az államfő már csak kormányzói tisztet viselt.
A Magyar Köztársaság kikiáltását a nemzetgyűlés 1946 elején szavazta meg, 1949. augusztus 20-án azonban ez is átadta a helyét egy népköztársaságnak nevezett kommunista diktatúrának, amit szovjet mintára építettek ki. Ez a szocialista diktatúra több mint 40 évig, 1989. október 23-áig állt fenn.
A harmadik Magyar Köztársaság 1989. október 23-tól 2011. december 31-ig létezett, azóta ugyanis megváltozott az állam neve, bár államformája valójában nem. Azonban ahogyan Franciaország államformája 1870 óta folyamatosan köztársaság és elkülönítünk harmadik, negyedik és ötödik köztársaságot, úgy ez az államnév váltással Magyarország esetében is indokolt.

## Létrejötte
Az 1989-1990 során lezajlott politikai rendszerváltások következtében megszűntek az addigi Keleti blokk országaiban a szovjet típusú diktatórikus, egypártrendszerű állami berendezkedések, amelyek a második világháború befejezését, a Jaltai konferenciát és a Párizsi békeszerződéseket követően a Szovjetunió érdekszférájába és katonai megszállása alá kerülve alakultak ki, helyenként csalással, helyenként pedig demokratikusan hatalomra kerülő kommunista politikai erők vezetésével.
Ez a folyamat közeledési lehetőséget kínált a Kelet-Közép-Európai régió kevésbé fejlett gazdasággal rendelkező, félperifériális helyzetű országainak a nyugati demokratikus állami, politikai, gazdasági és társadalmi berendezkedés fejlődéséhez, vagy megalapozásához. (Például az Európai Unióhoz és a NATO-hoz történő csatlakozáshoz.)
A magyarországi rendszerváltás egyik legfontosabb aktusaként 1989. október 23-án került sor a (harmadik) Magyar Köztársaság kikiáltására az 1989. október 18-án megalkotott és október 23-án hatályba léptetett 1989. évi XXXI. törvény alapján az Országház egyik erkélyéről az akkori megbízott ideiglenes köztársasági elnök, Szűrös Mátyás kiáltotta ki.

## Elnökei
1. Göncz Árpád: 1990. május 1. – 2000. augusztus 3. (a köztársaság kikiáltását követően 1989. október 23. és 1990. május 1. között Szűrös Mátyás az Országgyűlés elnökeként, ideiglenes köztársasági elnökként gyakorolta a köztársasági elnöki jogköröket)
2. Mádl Ferenc: 2000. augusztus 4. – 2005. augusztus 4.
3. Sólyom László: 2005. augusztus 5. – 2010. augusztus 5.
4. Schmitt Pál: 2010. augusztus 6. – 2012. április 2. (Schmitt plágiumbotrányát és lemondását követően 2012. április 2. és május 9. között Kövér László az Országgyűlés elnökeként, ideiglenes köztársasági elnökként gyakorolta a köztársasági elnöki jogköröket)
5. Áder János: 2012. május 10. – 2022. május 9.
6. Novák Katalin: 2022. május 10. – 2024. február 26. (Novák kegyelmi botrányát és lemondását követően 2024. február 26. és március 4. között Kövér László az Országgyűlés elnökeként, ideiglenes köztársasági elnökként gyakorolta a köztársasági elnöki jogköröket)
7. Sulyok Tamás: 2024. március 5. – hivatalban

## Kormányai
- Németh-kormány (1989. október 23. – 1990. május 23.) az új Magyar Köztársaság első kormánya
- Antall-kormány (1990. május 23. – 1993. december 12.) az új Magyar Köztársaság második kormánya, az első, amelyet a rendszerváltás után választottak, Antall halála (december 12.) és a kinevezés (december 21.) között Boross Péter ügyvezető miniszterelnök volt.
- Boross-kormány (1993. december 21. – 1994. július 14.)
- Horn-kormány (1994. július 15. – 1998. július 8.)
- Első Orbán-kormány (1998. július 8. – 2002. május 26.)
- Medgyessy-kormány (2002. május 27. – 2004. október 3.)
- Első Gyurcsány-kormány (2004. október 4. – 2006. június 9.)
- Második Gyurcsány-kormány (2006. június 9. – 2009. április 14.)
- Bajnai-kormány (2009. április 14. – 2010. május 29.)
- Második Orbán-kormány (2010. május 29. – 2014. június 6.)
- Harmadik Orbán-kormány (2014. június 6. – 2018. május 18.)
- Negyedik Orbán-kormány (2018. május 18. – 2022. május 24.)
- Ötödik Orbán-kormány (2022. május 24. – hivatalban)

## Kézikönyvek a témakörről
- (szerk.) Hegedüs István: Magyarok krónikája 2000–2005, Magyar Könyvklub, Budapest, 2005, ISBN 963-549-245-6
- Kéri László: A rendszerváltás krónikája 1988–2009, Kossuth Kiadó, 2010, ISBN 9789630961509
- Romsics Ignác: A Harmadik Magyar Köztársaság 1989–2009, Kossuth Kiadó, 2010, ISBN 978-963-09-5701-4
- Katona András: A harmadik Magyar Köztársaság 20 éve, Nemzeti Tankönyvkiadó, Budapest, 2010, ISBN 978-963-19-6844-6
- Salamon Konrád: A magyar ezredforduló krónikája – 1989–2009, Auktor Könyvkiadó, 2008, ISBN 9789639676084
- Smuk Péter: Magyar közjog és politika 1989–2011, Osiris Kiadó, 2011, ISBN 9789632762180
- Tóth Csaba – Török Gábor: Négy választás Magyarországon – A magyar politika az elmúlt 12 évben (2002–2014), Osiris Kiadó, Budapest, 2015, ISBN 9789633899922
- Ferge Zsuzsa: Magyar társadalom- és szociálpolitika 1990–2015, Osiris Kiadó, Budapest, 2017, ISBN 9789632762838
- Magyarország In: (szerk.) Simon Ákos – Vass Péter: Zsebvilág '99 – Kelet-Európa tíz éve, HVG Kiadói Részvénytársaság, Budapest, 1999, 149-181. o.
- Rendszerváltás. Kérdések a jövőről 1990–1995 In: (szerk.) Glatz Ferenc: A magyarok krónikája, Helikon Könyvkiadó – Alexandra Könyvkiadó, Budapest, 2006, ISBN 963-227-070-3, 788-823. o.

## Külső hivatkozások
- Adatok az Országgyűlés tevékenységéről.